# Тамбовское высшее военное авиационное инженерное училище

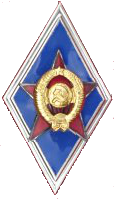
Нагрудный знак,
ВС СССР,
за окончание военно-учебного заведения — высших военных училищ и военных институтов.

Тамбовское высшее военное авиационное инженерное училище (ТВАТУ, ТВВАИУ, ТВАИИ, ТВВАИУРЭ) — государственное аккредитованное образовательное учреждение высшего профессионального образования Министерства обороны Российской Федерации.

## История
Тамбовское высшее военное авиационное инженерное училище радиоэлектроники (военный институт) изначально была основана как Аэросъемочно-фотограмметрическая школа Красного Воздушного флота, сформированная 29 апреля 1919 года и подчинявшаяся Полевому штабу РВС.
4 апреля 1921 года школа была переименована в «Высшую аэрофотограмметрическую школу Красного Воздушного Флота».
В апреле 1925 года школа снова была переименована, новым названием стало «Школа Вспомогательных служб ВВС РККА». Но уже 1 сентября этого года согласно приказу РВС СССР № 627 школа получила название «Военная школа Специальных служб ВВС РККА».
С 13 мая 1938 года школа носила название Московское Военное Авиационно-Техническое училище.
11 июня 1939 года училище было награждено орденом Красного Знамени. А 30 декабря 1939 года училище переименовали в Московское Краснознамённое военное авиационно-техническое училище.
С 19 октября 1940 года называлось Московское Краснознаменное военное авиационное училище связи.
11 мая 1944 года училище награждено орденом Ленина и переименовано в 1-е Московское Краснознаменное и ордена Ленина военное авиационное училище связи.
С 15 декабря 1947 года по указанию Генштаба ВВС ВС СССР училище дислоцируется в городе Тамбов
4 апреля 1958 года получило название Тамбовское Краснознаменное ордена Ленина военное авиационное радиотехническое училище.
С 24 апреля 1963 года называлось Тамбовское военное авиационно-техническое ордена Ленина Краснознаменное училище.
В 1968 году училищу присвоено имя Ф. Э. Дзержинского. В октябре 1968 года училище переименовано в Тамбовское военное авиационно-техническое ордена Ленина Краснознаменное училище имени Ф. Э. Дзержинского.
В октябре 1974 года училище было преобразовано в Тамбовское высшее военное авиационное инженерное ордена Ленина Краснознаменное училище имени Ф. Э. Дзержинского.
Приказом Министра обороны Российской Федерации от 3 августа 1998 года училище переименовано в Тамбовский военный авиационный инженерный институт.
С 31 декабря 2004 года институт переименован в государственное образовательное учреждение высшего профессионального образования «Тамбовское высшее военное авиационное инженерное училище радиоэлектроники (военный институт)» Министерства обороны Российской Федерации.
В течение 2008—2009 года курсанты факультета АСУ переведены в ЯВЗРУ ПВО, г. Ярославль, остальные факультеты переведены в ВУНЦ ВВС ВВА, г. Воронеж.
В 2009 году училище расформировано, на его месте располагается Тамбовский межвидовой учебный центр специалистов РЭБ.
Факультеты:
- Вооружение летательных аппаратов;
- Авиационное радиоэлектронное оборудование;
- Автоматизированные системы управления;
- Радиосвязи;
- Радиотехнического обеспечения полётов.

## Награды
- 11 мая 1944 года — Орден Ленина — награждено указом Президиума Верховного Совета от 11 мая 1944 года в ознаменование 25-летнего юбилея 1 Московского Краснознаменного военного авиационного училища связи Военно-воздушных сил Красной Армии за боевые заслуги в борьбе с врагами Родины и подготовку высококвалифицированных кадров Военно-воздушных сил Красной Армии.

## Начальники училища
Источник.
- 1941—1949 — полковник В. Э. Василькевич;
- 1949—1951 — полковник П. А. Борисевич;
- 1951—1964 — генерал-майор авиации Н. В. Далакишвили;
- 1964—1980 — генерал-майор авиации В. П. Коробцев[3];
- 1980—1985 — генерал-майор авиации П. И. Андриенко;
- 1985—1989 — генерал-майор авиации Б. В. Петров;
- 1989—2004 — генерал-майор авиации П. Г. Горев;
- 2004—2007 — генерал-майор В. Г. Варченко;
- 2007—2009 — полковник Е. В. Халдин.